# Мело (Италия)
Вижте пояснителната страница за други значения на Мело.
Мѐло (на италиански: Mello, на западноломбардски: Mèll, Мел) е село и община в Северна Италия, провинция Сондрио, регион Ломбардия. Разположено е на 681 m надморска височина. Населението на общината е 972 души (към 2014 г.).